# Gombe (Kinshasa)
Gombe (La Gombe) ist eine Gemeinde von Kinshasa, der Hauptstadt der Demokratischen Republik Kongo, im Distrikt Lukunga. Das Gebiet wurde früher als Kalina bezeichnet, nach dem Lieutenant E. Kallina, einem österreich-ungarischen Soldaten, der als Freiwilliger im État indépendant du Congo (Congo Free State) gedient hatte. Gombe wird im Norden vom Fluss Kongo und im Süden vom Boulevard du 30 Juin begrenzt.

## Geographie
Gombe ist das nördlichste Stadtviertel von Kinshasa. Es erstreckt sich am Ufer des Kongo und grenzt im Südosten an Barumbu, im Süden an die Viertel Kinshasa, Lingwala, Bandalungwa und Kintambo und wird sowohl als Wohn- als auch als Wirtschaftsviertel genutzt.
Am Ufer des Kongo stechen drei Landspitzen hervor: Pointe de la Dowaru, Pointe Anglaise und Pointe de Kalina. Im Fluss sind die Inseln Ilot de Kinshasa, Ile de la Citas und Ile aux Pierres vorgelagert. Ursprünglich befanden sich in dem Gebiet zahlreiche Kolonialbehörden, cités indigènes, sowie Viertel für Nicht-Kolonisten.

## Verwaltung und Infrastruktur
Heute befinden sich in der Kommune einige der bedeutendsten Regierungsorganisationen der Demokratischen Republik Kongo, unter anderem der Palais de la Nation und die Banque Centrale du Congo am Boulevard Colonel Tshatshi, sowie verschiedene Ministerien, Diplomatische und Medien-Organisationen.
Der Amtssitz des Gouverneurs von Kinshasa befindet sich ebenfalls in Gombe, wodurch Gombe Hauptort der Provinz Kinshasa ist.
Die Direction Générale de Migration (DGM) des Ministeriums für Inneres und Sicherheit befindet sich in Gombe. Das Hauptquartier des Bureau Permanent d’Enquêtes d’Accidents et Incidents d’Aviation (BPEA, Büro zur Aufklärung von Flugunfällen), eine Behörde des Ministeriums für Transport und Kommunikationswege befindet sich ebenfalls in Gombe.

## Wirtschaft
Stellar Airways hat seinen Hauptsitz in Gombe.

## Bildung
Beide Campus der französischen internationalen Schule, Lycée Français René Descartes Kinshasa, befinden sich in Gombe: Site Gombe und Site Kalemie.
Auch das Lycée Prince de Liège, eine belgische internationale Schule liegt in Gombe.